# Plecotus balensis
El murciélago orejudo etíope (Plecotus balensis) es una especie de murciélago de la familia Vespertilionidae.

## Distribución geográfica
Es endémica de Etiopía, se conoce sólo en los bosques de las montañas del parque nacional Bale Harenna  y del monte Abuna Yosef.